# Rana wuyiensis
Rana wuyiensis — вид жаб родини жаб'ячі (Ranidae). Описаний у 2021 році.

## Поширення
Ендемік Китаю. Вид поширений у горах Уїшань в провінції Фуцзянь на південному сході країни.

## Опис
Тіло завдовжки 41,4–45,6 мм у дорослих самців і 47,6–50,3 мм у самць. Шкіра гладка. Спина самця коричнево-сіра, з розкиданими щільними темно-коричневими плямами; спинні складки і шкірні складки кінцівок жовто-коричневі; на спині 5 нечітких темно-коричневих поперечних плям. Передні кінцівки і на задній стороні задніх — паралельні ряди поперечних складок шкіри. Черевна частина тіла кремово-біла з короткими неправильними світло-помаранчевими смугами. Спина самиці жовто-коричнева.

## Спосіб життя
У дослідженнях з 2017 по 2021 рік вид був знайдений лише на одній ділянці. Усі особини цього виду були зібрані з струмка та довколишніх луків під вічнозеленим широколистяним лісом. Шість дорослих особин і кілька дуже маленьких пуголовків на ранніх стадіях розвитку були знайдені в кінці серпня і на початку вересня. На початку листопада було зібрано лише відносно більших і середніх пуголовків. Це говорить про те, що період розмноження цього виду може початися в липні або на початку серпня.